# Amomum acre
Amomum acre är en enhjärtbladig växtart som beskrevs av Theodoric Valeton. Amomum acre ingår i släktet Amomum och familjen Zingiberaceae.
Artens utbredningsområde är Sulawesi. Inga underarter finns listade i Catalogue of Life.